# New York Jets 2005
La stagione 2005 dei New York Jets è stata la 36ª della franchigia nella National Football League, la 46ª complessiva. La squadra scese dal record di 10-6 dell'anno precedente a 4-12, terminando all'ultimo posto della division nell'ultima stagione di Herman Edwards come capo-allenatore.

## Scelte nel Draft 2005
| Scelte dei Jets nel Draft 2005 | Scelte dei Jets nel Draft 2005 | Scelte dei Jets nel Draft 2005 | Scelte dei Jets nel Draft 2005 | Scelte dei Jets nel Draft 2005 |
| Giro                           | Giro                           | Scelta                         | Scelta                         | College                        |
| ------------------------------ | ------------------------------ | ------------------------------ | ------------------------------ | ------------------------------ |
| 2                              | 47                             | Mike Nugent                    | Placekicker                    | Ohio State                     |
| 2                              | 57                             | Justin Miller                  | Cornerback                     | Clemson                        |
| 3                              | 88                             | Sione Pouha                    | Defensive tackle               | Utah                           |
| 4                              | 123                            | Kerry Rhodes                   | Safety                         | Louisville                     |
| 5                              | 161                            | Andre Maddox                   | Strong safety                  | North Carolina State           |
| 6                              | 182                            | Cedric Houston                 | Running back                   | Tennessee                      |
| 6                              | 198                            | Joel Dreessen                  | Tight end                      | Colorado State                 |
| 7                              | 234                            | Harry Williams                 | Wide receiver                  | Tuskegee                       |

## Roster
| Roster dei New York Jets nel 2005 |
| --- |
| Quarterback - 5 Brooks Bollinger - 9 Jay Fiedler - 3 Kliff Kingsbury - 16 Vinny Testaverde Running Back - 35 B.J. Askew FB - 27 Terry Butler - 28 Curtis Martin - 34 Cedric Houston - 33 Jerald Sowell FB Wide Receiver - 80 Wayne Chrebet - 87 Laveranues Coles - 89 Jerricho Cotchery - 81 Justin McCareins - 84 Dante Ridgeway Tight End - 86 Chris Baker - 83 Joel Dreessen - 88 Doug Jolley Offensive Linemen - 69 Jason Fabini T - 74 Scott Gragg T - 78 Jonathan Goodwin G - 79 Adrian Jones T - 66 Pete Kendall G - 68 Kevin Mawae C - 62 Matt McChesney G - 67 Doug Nienhuis T Defensive Linemen - 56 John Abraham DE - 96 Dave Ball DE - 92 Shaun Ellis DE - 70 Lance Legree DT - 91 Sione Pouha NT - 93 James Reed DT - 63 Dewayne Robertson NT - 99 Bryan Thomas DE Linebacker - 50 Eric Barton ILB - 55 Mark Brown OLB - 98 Jamar Enzor - 53 Barry Gardner OLB - 54 Victor Hobson OLB - 51 Jonathan Vilma ILB - 52 Kenyatta Wright OLB Defensive Back - 36 David Barrett CB - 45 Oliver Celestin SS - 26 Erik Coleman SS - 24 Ty Law CB - 22 Justin Miller CB/KR - 25 Kerry Rhodes FS Special Team - 85 James Dearth LS/TE - 7 Ben Graham P - 1 Mike Nugent K Lista delle riserve - 10 Chad Pennington QB (IR) |
| Legenda - I rookie sono in corsivo. - Il primo ruolo è il principale mentre gli eventuali successivi indicano i ruoli secondari. - (IR) sta per Injured Reserve ed indica la lista ristretta per un solo giocatore infortunato che può tornare ad allenarsi dopo la settimana 6 e a rientrare in prima squadra dopo che questa ha giocato 8 partite. - (NF-Inj.) / (NF-Ill.) stanno rispettivamente per Non-Football Injured e Non-Football Illness ed indicano le liste dove viene inserito un giocatore che ha un infortunio o una malattia non dipendente dal football americano. - (PUP) sta per Physically Unable to Perform ed indica la lista dove viene inserito un giocatore mentre è in attesa di recuperare la condizione fisica. Nella stagione regolare dopo la sesta partita giocata dalla propria squadra, il giocatore ha tempo tre settimane per riprendere ad allenarsi, più tre settimane aggiuntive dal suo rientro agli allenamenti per rientrare in prima squadra. |

## Calendario
| Stagione regolare | Stagione regolare       | Stagione regolare  | Stagione regolare          | Stagione regolare  |
| Turno             | Avversario              | Risultato          | Stadio                     | TV                 |
| ----------------- | ----------------------- | ------------------ | -------------------------- | ------------------ |
| 1                 | at Kansas City Chiefs   | S 27–7             | Arrowhead Stadium          | CBS                |
| 2                 | Miami Dolphins          | V 17–7             | Giants Stadium             | CBS                |
| 3                 | Jacksonville Jaguars    | S 26–20 (DTS)      | Giants Stadium             | CBS                |
| 4                 | at Baltimore Ravens     | S 13–3             | M&T Bank Stadium           | CBS                |
| 5                 | Tampa Bay Buccaneers    | V 14–12            | Giants Stadium             | FOX                |
| 6                 | at Buffalo Bills        | S 27–17            | Ralph Wilson Stadium       | CBS                |
| 7                 | at Atlanta Falcons      | S 27–14            | Georgia Dome               | ABC                |
| 8                 | Settimana di pausa      | Settimana di pausa | Settimana di pausa         | Settimana di pausa |
| 9                 | San Diego Chargers      | S 31–26            | Giants Stadium             | CBS                |
| 10                | at Carolina Panthers    | S 30–3             | Bank of America Stadium    | CBS                |
| 11                | at Denver Broncos       | S 27–0             | Invesco Field at Mile High | CBS                |
| 12                | New Orleans Saints      | S 21–19            | Giants Stadium             | ESPN               |
| 13                | at New England Patriots | S 16–3             | Gillette Stadium           | CBS                |
| 14                | Oakland Raiders         | V 26–10            | Giants Stadium             | CBS                |
| 15                | at Miami Dolphins       | S 24–20            | Dolphins Stadium           | CBS                |
| 16                | New England Patriots    | S 31–21            | Giants Stadium             | ABC                |
| 17                | Buffalo Bills           | V 30–26            | Giants Stadium             | CBS                |

## Classifiche
| AFC East                 | AFC East | AFC East | AFC East | AFC East | AFC East | AFC East | AFC East | AFC East | AFC East |
|                          | V        | S        | P        | %        | DIV      | CONF     | PF       | PS       | STR      |
| ------------------------ | -------- | -------- | -------- | -------- | -------- | -------- | -------- | -------- | -------- |
| (4) New England Patriots | 10       | 6        | 0        | .625     | 5–1      | 7–5      | 379      | 338      | W1       |
| Miami Dolphins           | 9        | 7        | 0        | .563     | 3–3      | 7–5      | 318      | 317      | V6       |
| Buffalo Bills            | 5        | 11       | 0        | .313     | 2–4      | 5–7      | 271      | 367      | S1       |
| New York Jets            | 4        | 12       | 0        | .250     | 2–4      | 3–9      | 240      | 355      | V1       |